# Magno Novaes
Magno Macedo Novaes (San Paolo, 31 marzo 1983) è un ex calciatore brasiliano, di ruolo portiere.

## Carriera
Nella stagione 2012-2013 ha disputato 12 incontri in Ligue 1 con il Bastia.

## Palmarès

### Club

#### Competizioni nazionali
- Championnat National: 1

Bastia: 2010-2011
- Campionato francese di seconda divisione: 1

Bastia: 2011-2012